# Dietersburg
Dietersburg – miejscowość i gmina w Niemczech, w kraju związkowym Bawaria, w rejencji Dolna Bawaria, w regionie Landshut, w powiecie Rottal-Inn. Leży około 7 km na północ od Pfarrkirchen.

## Dzielnice
W skład gminy wchodzą trzy dzielnice: Baumgarten, Dietersburg i Nöham.

## Demografia
| Rok  | Liczba mieszk. |
| ---- | -------------- |
| 1970 | 2 811          |
| 1987 | 2 749          |
| 2000 | 3 124          |

## Oświata
(na 1999)

W gminie znajduje się przedszkole (75 miejsc i 96 dzieci) oraz szkoła podstawowa (16 nauczycieli, 248 uczniów).

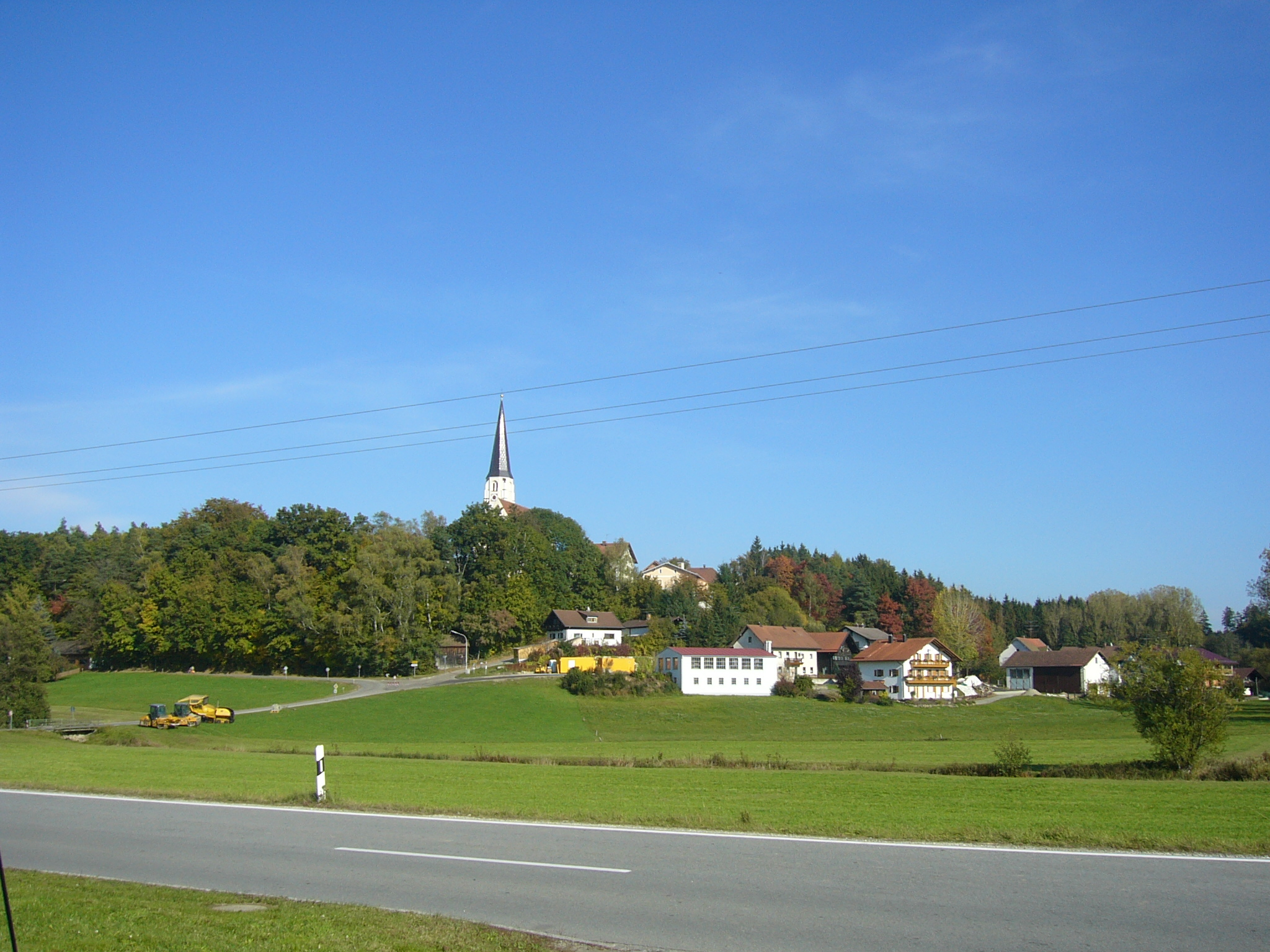
Dietersburg